# Squeeze Box
«Squeeze Box» es una canción del grupo de rock The Who. Alcanzó el puesto #10 en las listas musicales británicas y el #16 en los Estados Unidos. La canción también fue #1 en Australia y Canadá, y alcanzó el puesto #2 en las listas irlandesas. «Squeezebox» es un término del argot para acordeones e instrumentos relacionados. La canción está compuesta exclusivamente de insinuaciones sexuales. Escrita por Pete Townshend, la canción estaba originalmente pensada para un especial de televisión de la banda en 1974.

## Interpretaciones en vivo
La canción fue interpretada por primera vez en vivo en el New Bingley Hall en Stafford, el 3 de octubre de 1975, y permaneció en el escenario para el resto de la gira 1975/76 hasta el último concierto del baterista Keith Moon en el Maple Leaf Gardens en Toronto, el 21 de octubre de 1976. Posteriormente, cuando la banda se volvió a reunir en 1982, la volvieron a interpretar, sin embargo, no se ha realizado desde entonces.

## Otras versiones
La banda de glam metal Poison, publicó una versión de la canción como sencillo en 2002, de su álbum Hollyweird. Posteriormente, fue relanzada en 2007 en su álbum Poison'd!, donde todos los temas incluidos en él son covers.
Otras versiones en trabajos musicales cuentan por parte de Laura Branigan, para su álbum Branigan 2, Ali Campbell en su álbum tributo Great British Songs, McBride & the Ride en 2002, para su álbum Amarillo Sky, Roxy Blue en el álbum de 1992 Want some? y los acordionistas John Kirkpatrick y Chris Parkinson para su álbum Sultans of Squeeze.
En presentaciones en vivo, numerosos músicos han versionado la canción, como Bon Jovi, Sheryl Crow, Tenacious D en 2008, durante el VH1 Rock Honors, tributo a The Who y Bobby Dall entre otros.

## Misceláneo
- La canción aparece en la serie Freaks and Geeks, en el episodio «Dead Dogs and Gym Teachers», donde el Sr. y la Sra. Weir revisan un álbum de The Who para ver si hay alguna letra de dudosa reputación.
- En Los Simpsons, episodio «A Tale of Two Springfields», Homer recuerda a The Who por desafiantes canciones, como «My Generation» y «Won't Get Fooled Again», como también a «Squeeze Box», de manera errónea.
- En el episodio «Stiffs» de Two and a Half Men, se usó «Squeeze Box» como tema principal de una serie forense que parodiaba a CSI: Crime Scene Investigation, como también a la franquicia CSI en general, debido a que esta, posee en sus tres versiones temas de la banda como cabecera.
- «Squeeze Box» es el nombre de un episodio de la serie That '70s Show.
- En Austin Powers in Goldmember, el personaje de Mike Myers referencia a la canción.